# 1%의 법칙
1%의 법칙(1% rule)은 인터넷 문화에서 인터넷 커뮤니티 참여와 관련된 일반적인 경험 법칙으로, 웹사이트 사용자 중 1%만이 적극적으로 새로운 콘텐츠를 만들고 나머지 99%의 참여자는 잠복해 있다는 뜻이다. 이 법칙의 변형에는 1–9–90 규칙(때때로 90–9–1 원칙 또는 89:10:1 비율)이 포함된다. 이는 위키와 같은 공동 웹사이트에서 커뮤니티 참가자의 90%가 콘텐츠만 소비한다는 것을 나타낸다. , 참가자 중 9%는 콘텐츠를 변경하거나 업데이트하고, 참가자 중 1%는 콘텐츠를 추가한다.
정보과학에도 유사한 규칙이 알려져 있다. 예를 들어, 파레토 법칙으로 알려진 80/20 규칙은 활동이 어떻게 정의되는지에 관계없이 그룹의 20%가 활동의 80%를 생산한다고 명시한다.

## 같이 보기
- 사이버 문화
- 인터넷 밈 목록
- 침묵하는 다수
- 스터전의 법칙
- UCC